# Phyodexia concinna
Phyodexia concinna là một loài bọ cánh cứng trong họ Cerambycidae.